# دنیس لوکاشوف
دنیس لوکاشوف (انگلیسی: Denys Lukashov؛ زادهٔ ۳۰ آوریل ۱۹۸۹) بازیکن بسکتبال اهل اوکراین است.